# Prostobuccantia brocha
Prostobuccantia brocha is een buikharige uit de familie Turbanellidae. Het dier komt uit het geslacht Prostobuccantia. Prostobuccantia brocha werd in 1991 voor het eerst wetenschappelijk beschreven door Evans & Hummon. 